# (191323) 2003 KN
(191323) 2003 KN (2003 KN, 2004 RW250) — астероїд головного поясу, відкритий 22 травня 2003 року.
Тіссеранів параметр щодо Юпітера — 3,385.